# Emmanuelle Bonnet
Emmanuelle Bonnet (* 1998 in Genf) ist eine Schweizer Musikerin (Gesang, Komposition).

## Leben und Wirken
Bonnet, die in Genf aufwuchs, sang schon als Kind gerne und improvisierte gerne im Treppenhaus und an anderen Orten mit guter Akustik. Auch begann sie Saxophon zu spielen, um dann  Klavierunterricht zu nehmen. Sie studierte bis 2022  Jazzgesang am Jazzcampus der Hochschule für Musik in Basel, wo sie mit einem Bachelor absolvierte.
Bonnet arbeitet in Duos, Trios und Quartetten, aber auch in begleiteten Monologen. In ihrer musikalischen Praxis erkundet sie verschiedene Experimentierfelder, die von Jazz und freier Improvisation bis hin zum Singen von Madrigalen und zu Gestik sowie anderen körperlichen Ausdrucksformen reichen. Auch kombiniert sie verschiedene Musikstile. Mit ihrem Quartett (mit der Pianistin Yvonne Rogers, dem Bassisten Paul Pattusch und dem Schlagzeuger Lucas Zibulski) veröffentlichte sie 2024 ihr Debütalbum Préludzet Menuet bei Unit Records; dessen Präsentation beim Festival AMR in Genf auch im Hörfunk übertragen wurde. Mit Matteo Simonin bildete sie das Gesangsduo Mouche à Merde, das 2024 das Album Bouquet de fleurs vorlegte. Sie ist auch auf den Alben Confusions von L’Eclair und Seeds von Yvonne Rogers zu hören.